# Rodanek rtęci(II)
Rodanek rtęci(II), Hg(SCN)
2 – nieorganiczny związek chemiczny, sól kwasu rodanowodorowego i rtęci na II stopniu utlenienia. W temperaturze pokojowej białe ciało stałe, nierozpuszczalne w wodzie. Związek wysoce toksyczny, podobnie jak wiele innych związków rtęci.

## Otrzymywanie
Ze względu na jonowy charakter istnieje kilka sposobów, można to zrobić na przykład mieszając roztwory zawierające jony Hg2+
 i SCN−
, słaba rozpuszczalność związku spowoduje wytrącenie się go w postaci osadu.
Jako pierwsi, niezależnie od siebie syntezy tego związku dokonali: Jöns Jacob Berzelius i Friedrich Wöhler, wykorzystując następujące reakcje:
2HSCN + HgO → Hg(SCN)
2 + H
2O (Berzelius)
Hg(NO
3)
2
(aq) + 2KSCN
(aq) → Hg(SCN)
2
(s) + 2KNO
3
(aq) (Wöhler)

## Rozkład termiczny
Podczas spalania daje popiół o dużej objętości tworzący efektowne wężowate struktury i jest wykorzystywany do pokazu chemicznego o nazwie „wąż faraona”. Produktami reakcji są siarczek rtęci(II), azotek węgla (C
3N
4), azot, pary rtęci i związki organiczne.